# Tetragoneura sinuata
Tetragoneura sinuata är en tvåvingeart som beskrevs av Freeman 1951. Tetragoneura sinuata ingår i släktet Tetragoneura och familjen svampmyggor. Inga underarter finns listade i Catalogue of Life.